# ТЕС Джераланг
ТЕС Джераланг – теплова електростанція на південному сході Австралії.
У 1977 – 1979 роках спорудили чергу А, що мала чотири встановлені на роботу у відкритому циклі газові турбіни потужністю по 57 МВт. 
На 1978 – 1980 роках припало спорудження черги В, яка отримала три встановлені на роботу у відкритому циклі газові турбіни потужністю по 80 МВт. За іншими даними, сукупна потужність черги В становить 255 МВт.
Як паливо станція використовує природний газ, що надходить по трубопроводу Лонгфорд – Мельбурн. 
Видача продукції відбувається по ЛЕП, що працює під напругою 220 кВ.